# Liván Osoria
Liván Osoria Rodriguez (ur. 5 lutego 1994) – kubański siatkarz, reprezentant kraju, grający na pozycji środkowego. 

## Sukcesy klubowe
Superpuchar Bułgarii:
- 2024[2]

Puchar Bułgarii:
- 2025[3]

Mistrzostwo Bułgarii:
- 2025[4]

## Sukcesy reprezentacyjne
Mistrzostwa Ameryki Północnej, Środkowej i Karaibów:
- 2015
- 2013

Puchar Panamerykański:
- 2014, 2016[5], 2019, 2022[6]
- 2017, 2018

Igrzyska Ameryki Środkowej i Karaibów:
- 2014

Igrzyska Panamerykańskie:
- 2019

## Nagrody indywidualne
- 2015: Najlepszy środkowy Igrzysk Panamerykańskich
- 2019: Najlepszy środkowy Igrzysk Panamerykańskich